# Ross County Football Club 2021-2022
Questa voce raccoglie le informazioni riguardanti il Ross County Football Club nelle competizioni ufficiali della stagione 2021-2022.

## Stagione
- In Scottish Premiership il Ross County si classifica al 6º posto (41 punti), dietro al Motherwell e davanti al Livingston.
- In Scottish Cup viene eliminato al quarto turno dal Livingston (0-1).
- In Scottish League Cup viene inserito nel girone C con Dundee, Forfar Athletic, Montrose e Brora Rangers, classificandosi al terzo posto con 6 punti.

## Maglie e sponsor
Il fornitore tecnico per la stagione 2021-2022 è Joma, mentre lo sponsor ufficiale è Ross-shire Engineering.
| Casa | Trasferta |

## Rosa
| N. |                        | Ruolo | Calciatore              |
| -- | ---------------------- | ----- | ----------------------- |
| 1  | Scozia (bandiera)      | P     | Ross Laidlaw            |
| 2  | Inghilterra (bandiera) | D     | Connor Randall          |
| 3  | Inghilterra (bandiera) | D     | Jake Vokins             |
| 4  | Austria (bandiera)     | C     | David Cancola           |
| 5  | Inghilterra (bandiera) | D     | Jack Baldwin            |
| 6  | Canada (bandiera)      | C     | Harry Paton             |
| 7  | Scozia (bandiera)      | C     | Blair Spittal           |
| 8  | Scozia (bandiera)      | C     | Ross Callachan          |
| 9  | Galles (bandiera)      | A     | Alex Samuel             |
| 10 | Inghilterra (bandiera) | A     | Dominic Samuel          |
| 11 | Inghilterra (bandiera) | C     | Joshua Sims             |
| 15 | Scozia (bandiera)      | D     | Keith Watson (capitano) |
| 16 | Scozia (bandiera)      | D     | Alex Iacovitti          |
| 17 | Grenada (bandiera)     | C     | Regan Charles-Cook      |

| N. |                        | Ruolo | Calciatore            |
| -- | ---------------------- | ----- | --------------------- |
| 18 | Scozia (bandiera)      | C     | Jack Burroughs        |
| 19 | Inghilterra (bandiera) | D     | Kayne Ramsay          |
| 20 | Inghilterra (bandiera) | D     | Declan Drysdale       |
| 20 | Inghilterra (bandiera) | D     | Harry Clarke          |
| 21 | Scozia (bandiera)      | P     | Ross Munro            |
| 22 | Inghilterra (bandiera) | C     | Jordan Tillson        |
| 23 | Inghilterra (bandiera) | A     | Joseph Hungbo         |
| 24 | Canada (bandiera)      | C     | Ben Paton             |
| 26 | Scozia (bandiera)      | A     | Jordan White          |
| 30 | Scozia (bandiera)      | A     | Matthew Wright        |
| 31 | Australia (bandiera)   | P     | Ashley Maynard-Brewer |
| 32 | Scozia (bandiera)      | C     | Adam Mackinnon        |
| 33 | Scozia (bandiera)      | D     | Ben Williamson        |
| 34 | Scozia (bandiera)      | C     | Ryan MacLeman         |

## Risultati

### Scottish Premiership

#### Prima fase
| Dingwall 31 luglio 2021, ore 16:00 1ª giornata | Ross County  | 0 – 0 referto | St. Johnstone | Global Energy Stadium (1.990 spett.)\| Arbitro: \| Colin Steven \| |
| Arbitro:                                       | Colin Steven |               |               |                                                                    |

| Arbitro: | Grant Irvine |

|                                                         |           |  |
| Martin Boyle 22’ Kyle Magennis 26’ Christian Doidge 33’ | Marcatori |  |

| Arbitro: | David Munro |

|                                          |           |                                                                        |
| Harry Clarke 40’ Jordan White 77’ (rig.) | Marcatori | 15’ Joe Aribo 19’ Connor Goldson 56’ Alfredo Morelos 84’ Scott Arfield |

| Arbitro: | Nick Walsh |

|                       |           |                        |
| Christian Ramirez 88’ | Marcatori | 33’ Regan Charles-Cook |

| Arbitro: | Don Robertson |

|                                                              |           |  |
| Cameron Carter-Vickers 64’ Albian Ajeti 70’ Albian Ajeti 85’ | Marcatori |  |

| Arbitro: | David Dickinson |

|                                     |           |                                    |
| Blair Spittal 10’ Blair Spittal 45’ | Marcatori | 9’ Liam Boyce 66’ Stephen Kingsley |

| Arbitro: | Craig Napier |

|                                  |           |                        |
| Callum Slattery 2’ Tony Watt 80’ | Marcatori | 39’ Regan Charles-Cook |

| Arbitro: | Don Robertson |

|                     |           |  |
| Ilmari Niskanen 31’ | Marcatori |  |

| Arbitro: | David Munro |

|                                      |           |                                                      |
| Blair Spittal 37’ Alex Iacovitti 66’ | Marcatori | 15’ Eamonn Brophy 34’ Marcus Fraser 38’ Scott Tanser |

| Arbitro: | Euan Anderson |

|                                           |           |                                                      |
| Harry Clarke 7’ Ross Callachan 67’ (rig.) | Marcatori | 31’ Bruce Anderson 43’ Odin Bailey 90'+5’ Tom Parkes |

| Arbitro: | David Dickinson |

|  |           | |
|  | Marcatori | 18’ Harry Clarke 27’ Ross Callachan 34’ Joseph Hungbo 40’ Regan Charles-Cook 71’ Regan Charles-Cook |

| Arbitro: | Gavin Duncan |

|                   |           |  |
| Blair Spittal 72’ | Marcatori |  |

| Arbitro: | David Munro |

|                                                                          |           |                                   |
| Joe Aribo 19’ Ryan Kent 30’ Juninho Bacuna 49’ Alex Iacovitti 60’ (aut.) | Marcatori | 6’ Joseph Hungbo 87’ Jordan White |

| Arbitro: | Alan Muir |

|                  |           |                                       |
| Jack Baldwin 57’ | Marcatori | 21’ Liel Abada 90'+7’ Anthony Ralston |

| Arbitro: | Greg Aitken |

|                     |           |                  |
| Jack Baldwin 90'+3’ | Marcatori | 49’ Louis Appéré |

| Paisley 1º dicembre 2021, ore 20:45 16ª giornata | St. Mirren      | 0 – 0 referto | Ross County | St. Mirren Park (3.806 spett.)\| Arbitro: \| David Dickinson \| |
| Arbitro:                                         | David Dickinson |               |             |                                                                 |

| Arbitro: | Willie Collum |

|                       |           |                                           |
| Jacob Butterfield 19’ | Marcatori | 15’ Regan Charles-Cook 69’ Ross Callachan |

| Arbitro: | Bobby Madden |

|                                                                   |           |                                   |
| Dominic Samuel 23’ Danny Mullen 64’ (aut.) Regan Charles-Cook 78’ | Marcatori | 15’ Luke McCowan 38’ Luke McCowan |

| Arbitro: | Grant Irvine |

|                 |           |                      |
| Ayo Obileye 89’ | Marcatori | 45'+1’ David Cancola |

| Arbitro: | David Munro |

|                                   |           |                  |
| Michael Smith 4’ Ben Woodburn 42’ | Marcatori | 72’ Jordan White |

| Arbitro: | John Beaton |

|                               |           |                    |
| Regan Charles-Cook 79’ (rig.) | Marcatori | 55’ Jordan Roberts |

| Arbitro: | Alan Muir |

|                    |           |                 |
| Ross Callachan 53’ | Marcatori | 48’ Jonny Hayes |

| Arbitro: | David Munro |

|                                           |           |                        |
| Nicky Clark 74’ (rig.) Nicky Clark 90'+1’ | Marcatori | 53’ Regan Charles-Cook |

| Arbitro: | Nick Walsh |

|                                                               |           |                                                       |
| Jordan White 25’ Regan Charles-Cook 29’ Matthew Wright 90'+6’ | Marcatori | 5’ Amad Diallo 49’ James Tavernier 72’ Connor Goldson |

| Arbitro: | Don Robertson |

|                |           |                                             |
| Zak Rudden 24’ | Marcatori | 45'+1’ Joseph Hungbo 80’ Regan Charles-Cook |

| Arbitro: | David Munro |

|                     |           |                  |
| Kayne Ramsay 90'+3’ | Marcatori | 50’ Alan Forrest |

| Arbitro: | Steven McLean |

|                                           |           |  |
| Jake Doyle-Hayes 50’ Jake Doyle-Hayes 78’ | Marcatori |  |

| Dingwall 26 febbraio 2022, ore 16:00 28ª giornata | Ross County | 3 – 1 referto | St. Johnstone | Global Energy Stadium (3.161 spett.)\| Arbitro: \| Nick Walsh \| |
| Arbitro:                                          | Nick Walsh  |               |               |                                                                  |

| Arbitro: | John Beaton |

|  |           |                          |
|  | Marcatori | 15’ (rig.) Joseph Hungbo |

| Arbitro: | David Dickinson |

|                          |           |  |
| Joseph Hungbo 49’ (rig.) | Marcatori |  |

| Arbitro: | Don Robertson |

| |           |  |
| Georgios Giakoumakis 11’ Georgios Giakoumakis 18’ Daizen Maeda 26’ Georgios Giakoumakis 61’ (rig.) | Marcatori |  |

| Arbitro: | Gavin Duncan |

|                    |           |                  |
| Alex Iacovitti 31’ | Marcatori | 39’ Barrie McKay |

| Arbitro: | Greg Aitken |

|  |           |                          |
|  | Marcatori | 86’ (rig.) Joseph Hungbo |

#### Seconda fase
| Arbitro: | Kevin Clancy |

|  |           |                              |
|  | Marcatori | 12’ Kyogo Furuhashi 87’ Jota |

| Edimburgo 30 aprile 2022, ore 16:00 2ª giornata | Hearts        | 0 – 0 referto | Ross County | Tynecastle Park (16.699 spett.)\| Arbitro: \| Steven McLean \| |
| Arbitro:                                        | Steven McLean |               |             |                                                                |

| Arbitro: | David Munro |

|  |           |                           |
|  | Marcatori | 68’ (rig.) Kevin van Veen |

| Arbitro: | Andrew Dallas |

|                                                                                |           |                  |
| Scott Wright 13’ James Tavernier 29’ (rig.) Fashion Sakala 82’ Amad Diallo 90’ | Marcatori | 72’ Jordan White |

| Arbitro: | Nick Walsh |

|                   |           |                                        |
| Blair Spittal 65’ | Marcatori | 70’ (rig.) Nicky Clark 89’ Nicky Clark |

### Scottish Cup
| Arbitro: | Bobby Madden |

|                        |           |  |
| Ayo Obileye 16’ (rig.) | Marcatori |  |

### Scottish League Cup
| Forfar 10 luglio 2021, ore 16:00 Girone C - 1ª giornata | Forfar Athletic | 3 – 0 referto | Ross County | Station Park |

| Dingwall 18 luglio 2021, ore 16:00 Girone C - 2ª giornata | Ross County | 0 – 3 referto | Dundee | Global Energy Stadium |

| Arbitro: | Euan Anderson |

|  |           |                    |
|  | Marcatori | 53’ Alex Iacovitti |

| Arbitro: | Craig Napier |

|                                                                        |           |                    |
| Blair Spittal 6’ Alex Iacovitti 35’ Jordan White 53’ Blair Spittal 56’ | Marcatori | 61’ Craig Johnston |